# Xanthomelanopsis trigonalis
Xanthomelanopsis trigonalis là một loài ruồi trong họ Tachinidae.